# Bリーグチャンピオンシップ
Bリーグチャンピオンシップ（ビーリーグ チャンピオンシップ、英: B.LEAGUE CHAMPIONSHIP）は、日本の男子プロバスケットボールのトップリーグであるBリーグ（B.LEAGUE）の年間優勝チームを決定するトーナメント戦である。主催は日本バスケットボール協会とジャパン・プロフェッショナル・バスケットボールリーグ。

## 大会方式
B1における以下の8クラブによるノックアウトトーナメントで行う。
- 東・中・西各地区上位2クラブ（計6クラブ）。
- 各地区3位以下のうち勝率上位2クラブ。

トーナメント表
「-1」・「-2」・「-3」は1位同士・2位同士での順位。
|  | クオーターファイナル（準々決勝） | クオーターファイナル（準々決勝） | クオーターファイナル（準々決勝） | クオーターファイナル（準々決勝） |   |   | セミファイナル（準決勝） | セミファイナル（準決勝） | セミファイナル（準決勝） | セミファイナル（準決勝） |  |  | ファイナル（決勝） | ファイナル（決勝） |
|  |                                  |                                  |                                  |                                  |   |   |                          |                          |                          |                          |  |  |                    |                    |
|  | 地区1位-1                        |                                  |                                  | 1                                |   |   |                          |                          |                          |                          |  |  |                    |                    |
|  | ワイルドカード下位               |                                  |                                  | 8                                |   |   |                          |                          |                          |                          |  |  |                    |                    |
|  | ワイルドカード下位               |                                  | 1対8の勝者                       | 8                                |   |   | A                        |                          |                          |                          |  |  |                    |                    |
|  |                                  |                                  |                                  |                                  |   |   | A                        |                          |                          |                          |  |  |                    |                    |
|  |                                  | 4対5の勝者                       |                                  |                                  | B |   |                          |                          |                          |                          |  |  |                    |                    |
|  | 地区2位-1                        | 4対5の勝者                       |                                  |                                  | B | 4 |                          |                          |                          |                          |  |  |                    |                    |
|  | 地区2位-1                        |                                  |                                  |                                  |   | 4 |                          |                          |                          |                          |  |  |                    |                    |
|  | 地区2位-2                        |                                  |                                  | 5                                |   |   |                          |                          |                          |                          |  |  |                    |                    |
|  |                                  |                                  |                                  |                                  |   |   |                          |                          |                          |                          |  |  | A対Bの勝者         |                    |
|  |                                  |                                  | C対Dの勝者                       |                                  |   |   |                          |                          |                          |                          |  |  |                    |                    |
|  | 地区1位-3                        |                                  |                                  | 3                                |   |   |                          |                          |                          |                          |  |  |                    |                    |
|  | 地区2位-3                        |                                  |                                  | 6                                |   |   |                          |                          |                          |                          |  |  |                    |                    |
|  | 地区2位-3                        |                                  | 3対6の勝者                       | 6                                |   |   | C                        |                          |                          |                          |  |  |                    |                    |
|  |                                  |                                  |                                  |                                  |   |   | C                        |                          |                          |                          |  |  |                    |                    |
|  |                                  | 2対7の勝者                       |                                  |                                  | D |   |                          |                          |                          |                          |  |  |                    |                    |
|  | 地区1位-2                        | 2対7の勝者                       |                                  |                                  | D | 2 |                          |                          |                          |                          |  |  |                    |                    |
|  | 地区1位-2                        |                                  |                                  |                                  |   | 2 |                          |                          |                          |                          |  |  |                    |                    |
|  | ワイルドカード上位               |                                  |                                  | 7                                |   |   |                          |                          |                          |                          |  |  |                    |                    |

クォーターファイナル・セミファイナルはレギュラーシーズンにおける上位クラブのホームによる2連戦とする。
- 1勝1敗の場合は
  - 2017-18年度までは2回戦終了後に5分前後半特別ルールのミニゲームを行う。
  - 2018-19年度からは原則として第2戦の翌日に同じアリーナで通常フルタイムルールによる第3戦を開催する。

ファイナルは中立地開催で行われ、2016-17が国立代々木競技場第一体育館、2021-22が東京体育館で行われた以外は、横浜アリーナにて開催されており、2024年時点で首都圏以外が開催地となったことはない。当初は一発勝負だったが、2020-21年より2戦先勝となる。また、併せて日本生命保険がタイトルスポンサーとなり、「日本生命B.LEAGUE FINALS」として行われる。2019年以降、後述の通りNHK総合テレビで地上波放送される関係で、大相撲夏場所と重なる日程の場合は試合開始時間が早く設定される。

## 歴代大会結果

### 2016-17
優勝:栃木ブレックス

### 2017-18
優勝:アルバルク東京

### 2018-19
優勝:アルバルク東京

### 2019-20
新型コロナウイルス感染拡大のため中止。

### 2020-21
優勝:千葉ジェッツ

### 2021-22
優勝:宇都宮ブレックス（前 栃木ブレックス）

### 2022-23
優勝:琉球ゴールデンキングス

### 2023-24
優勝:広島ドラゴンフライズ

## 放送・配信
以下のメディアにて全試合生中継を行っている。
- バスケットLIVE
- バスケットLIVE for Prime Video
- J SPORTS
- U-NEXT
- DAZN

2017-18まではスポナビライブ、2021-22まではスカパー!Bリーグセット、2023-24まではスポーツナビとHuluでもそれぞれ中継していた。また、DAZNはスポナビライブを実質吸収後の2018-19から2020-21までも中継しており、2024-25で4年ぶりに中継を再開。
セミファイナル以降はNHK BS（旧BS1）で試合により生中継または録画中継を行っている。また、進出クラブによっては地元の地上波テレビ・ラジオ局でも中継を実施する場合がある。
2016-17ファイナルはフジテレビ系列28局ネットでも生中継が行われた。
2017-18ファイナルはテレビ東京系列6局ネット・J:COMテレビ・AbemaTVで録画中継された。
2018-19ファイナルはNHK総合テレビとNHK BS4Kで生中継された。
2020-21ファイナルは第1戦をNHK総合、第2戦を日本テレビ系列28局ネット、全試合をソフトバンクのVRコンテンツ配信サービス「VR SQUARE」で生中継。
2022-2023ファイナルは第1戦を地上波で日本テレビ系列28局ネット 衛星波でNHK BS1。第2戦 地上波でNHK総合 第3戦「予定」NHK BS1で放送。2023年5月27日のファイナル第1戦『地上波』日本テレビを11:55～14:00までだったのが、試合延長のため25分繰り下げて放送したが、試合途中で14:25で中継終了となったため。視聴者から苦情や相次いだ。更にBリーグチェアマンもこのことについて触れる事態となった。